# Metropolitano de Maracay
O Metropolitano de Maracay é um projeto de sistema metropolitano destinado a ser construído na cidade de Maracay, na Venezuela.

## História
O projeto forma parte de um novo auge que tem tomado o setor do transporte público no país desde há alguns anos. Precisamente arredor do ano 2006 se debelou na Expo VeneItalia um vídeo onde se exibiam os renders do sistema já terminado.
O sistema uniria a cidade com as localidades próximas de Palo Negro, Turmero e Cagua, que formam parte da Área Metropolitana de Maracay desta cidade. Também se estipula uma conexão com duas estações do Sistema Ferroviário Nacional, em sua linha La Encrucijada—Puerto Cabello.
Sua implementação começaria pela Linha 2, desde a zona leste da cidade até Cagua, e a estação de transferência ao Sistema Ferroviário. Seguidamente se construiria a Linha 1, desde Palo Negro até o oeste da cidade, onde se conectaria com a transferência a estação ferroviária na cidade. A Linha 3 iria desde o Hospital Central de Maracay até Palo Negro.